# Сеит Ягафаров
Сеит Ягафаров (баш. Сәйет Йәғәфәров, Сәйет батыр; 2-я пол. XVII в. — сер. XVIII в.) — башкирский хан, феодал и религиозный деятель Казанской дороги, активный участник и главный предводитель Башкирского восстания 1681—1684 годов. В народе известен как Сеит-батыр, был провозглашён ханом под именем Сафар.

## Участие в башкирских восстаниях
Соблюдение свободы вероисповедания было одним из условий присоединения Башкортостана в состав России, однако постепенно политика насаждения христианства, стала ужесточаться и 16 мая 1681 года был издан указ об отобрании у некрещённых помещиков и вотчинников поместий и вотчин, населённых христианами. После объявления данного царского указа, местные чиновники и православные религиозные деятели пытались принудить мусульманских феодалов к крещению, а через них христианизировать и крестьянское население края.
Недовольство мусульман вылилось в восстание башкир, которое началось осенью 1681 года. Главным предводителем его стал Сеит Ягафаров, являвшийся деятельным поборником ислама. 
К маю восстание охватило весь край. Безуспешные попытки подавить восстание вынудили правительство обратиться к башкирам с обещанием отменить указ и простить всех участников восстания. Соединения восставших во главе с Кучуком Юлаевым прекратила борьбу и обратилась к правительству с челобитной, а другая часть — во главе с Сеитом — продолжила борьбу. В ходе восстания он провозгласил себя Сафар-ханом. 
Анонимная рукопись на языке тюрки сообщала, что якобы из башкирских ханов, обнаружился один святой и обнаруживал в себе дар чудотворения. Призывал башкирский народ к исламу. Это был Сеит Ягафаров, но по этой рукописи народ бросил Сеита.
Общее руководство по подавлению восстания было возложено на казанского воеводу П. В. Шереметева. 28 мая 1682 года против восставших выступил из Уфы большой отряд, состоявший из уфимских дворян, стрельцов, казаков, также прибыло и подкрепление из Москвы. В начале июня 1682 года в районе реки Ик произошло крупное сражение с правительственными войсками.  Восставшие потерпели поражение, а предводитель восстания  Сеит Ягафаров был ранен. Дальнейшая его судьба неизвестна.

## Память
- На основое антропологических исследований скульптором Рафаилем Зиннуровым был изготовлен и представлен бюст Сеит-хана.[6]